# Yronde-et-Buron
Pour les articles homonymes, voir Buron (homonymie).
Yronde-et-Buron est une commune française située dans le département du Puy-de-Dôme, en région Auvergne-Rhône-Alpes. 
Elle fait partie de l'aire urbaine d'Issoire et plus globalement de l'aire d'attraction de Clermont-Ferrand.

## Géographie

### Localisation
Situé à 25 km au Sud de Clermont-Ferrand, ce joli village domine la vallée de l'Allier et l'A75 reliant Clermont-Ferrand à Montpellier (en passant par Saint-Flour et le viaduc de Millau).
Yronde-et-Buron est composé de cinq villages : Yronde, Buron, la Molière, Fontcrépon et les Verdiers.

### Communes limitrophes
Sept communes sont limitrophes :
| Parent                  | Vic-le-Comte         |             |
| Coudes                  | Yronde-et-Buron      | Saint-Babel |
| Sauvagnat-Sainte-Marthe | Orbeil, Saint-Yvoine |             |

### Climat
Pour des articles plus généraux, voir Climat d'Auvergne-Rhône-Alpes et Climat du Puy-de-Dôme.
En 2010, le climat de la commune est de type climat des marges montargnardes, selon une étude du Centre national de la recherche scientifique s'appuyant sur une série de données couvrant la période 1971-2000. En 2020, Météo-France publie une typologie des climats de la France métropolitaine dans laquelle la commune est exposée à un climat de montagne ou de marges de montagne et est dans la région climatique  Nord-est du Massif Central, caractérisée par une pluviométrie annuelle de 800 à 1 200 mm, bien répartie dans l’année.
Pour la période 1971-2000, la température annuelle moyenne est de 10,3 °C, avec une amplitude thermique annuelle de 15,9 °C. Le cumul annuel moyen de précipitations est de 834 mm, avec 8,8 jours de précipitations en janvier et 6,9 jours en juillet. Pour la période 1991-2020, la température moyenne annuelle observée sur la station météorologique de Météo-France la plus proche, « Issoire », sur la commune d'Issoire à 8 km à vol d'oiseau, est de 12,0 °C et le cumul annuel moyen de précipitations est de 610,7 mm,. Pour l'avenir, les paramètres climatiques de la commune estimés pour 2050 selon différents scénarios d'émission de gaz à effet de serre sont consultables sur un site dédié publié par Météo-France en novembre 2022.

## Urbanisme

### Typologie
Au 1er janvier 2024, Yronde-et-Buron est catégorisée commune rurale à habitat dispersé, selon la nouvelle grille communale de densité à sept niveaux définie par l'Insee en 2022.
Elle est située hors unité urbaine. Par ailleurs la commune fait partie de l'aire d'attraction de Clermont-Ferrand, dont elle est une commune de la couronne,. Cette aire, qui regroupe 209 communes, est catégorisée dans les aires de 200 000 à moins de 700 000 habitants,.

### Occupation des sols
L'occupation des sols de la commune, telle qu'elle ressort de la base de données européenne d’occupation biophysique des sols Corine Land Cover (CLC), est marquée par l'importance des territoires agricoles (53,9 % en 2018), une proportion identique à celle de 1990 (53,9 %). La répartition détaillée en 2018 est la suivante : forêts (41 %), zones agricoles hétérogènes (26,7 %), terres arables (16 %), prairies (11,2 %), milieux à végétation arbustive et/ou herbacée (3,3 %), zones urbanisées (1,8 %). L'évolution de l’occupation des sols de la commune et de ses infrastructures peut être observée sur les différentes représentations cartographiques du territoire : la carte de Cassini (XVIIIe siècle), la carte d'état-major (1820-1866) et les cartes ou photos aériennes de l'IGN pour la période actuelle (1950 à aujourd'hui).

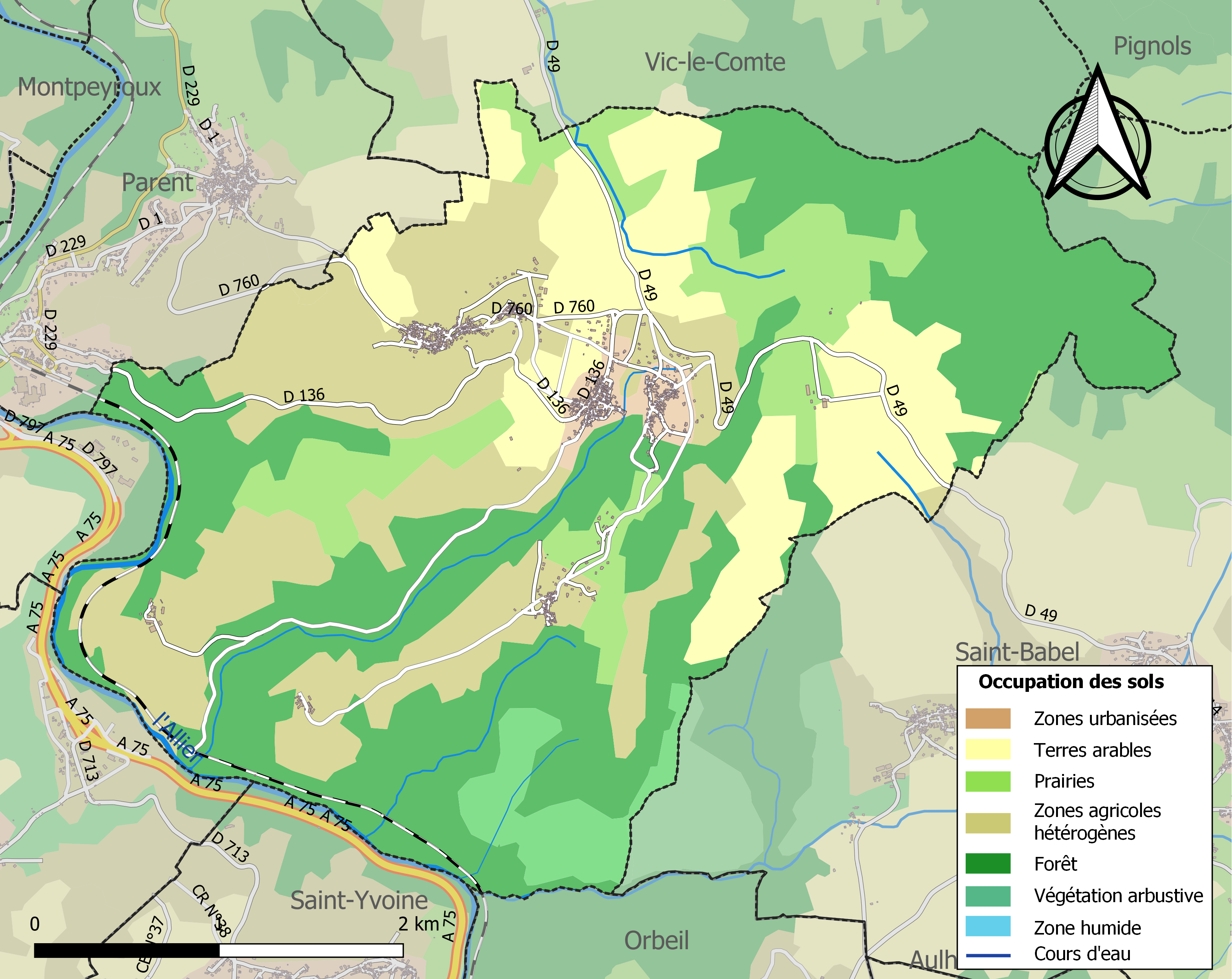
Carte des infrastructures et de l'occupation des sols de la commune en 2018 (CLC).

### Voies de communication et transports
La commune est desservie par les routes départementales 49 (reliant Vic-le-Comte à Saint-Babel), 136 (reliant Parent à Yronde), 755 (reliant la D 49 près du village de la Molière à Fontcrépon), 760 (reliant Yronde à la rivière Allier) et 760a.
L'accès à l'autoroute A75 se fait par la D 136 via Parent et Coudes. La gare la plus proche est située à Parent : la gare de Parent - Coudes - Champeix, desservie par les trains régionaux reliant Clermont-Ferrand à Issoire ou au-delà.

## Toponymie
Le toponyme Yronde vient du gaulois « Equoranda » qui désigne une limite matérialisée par une rivière.
Le nom des deux villages principaux de la commune sont Ironda et Buron en auvergnat.

## Histoire

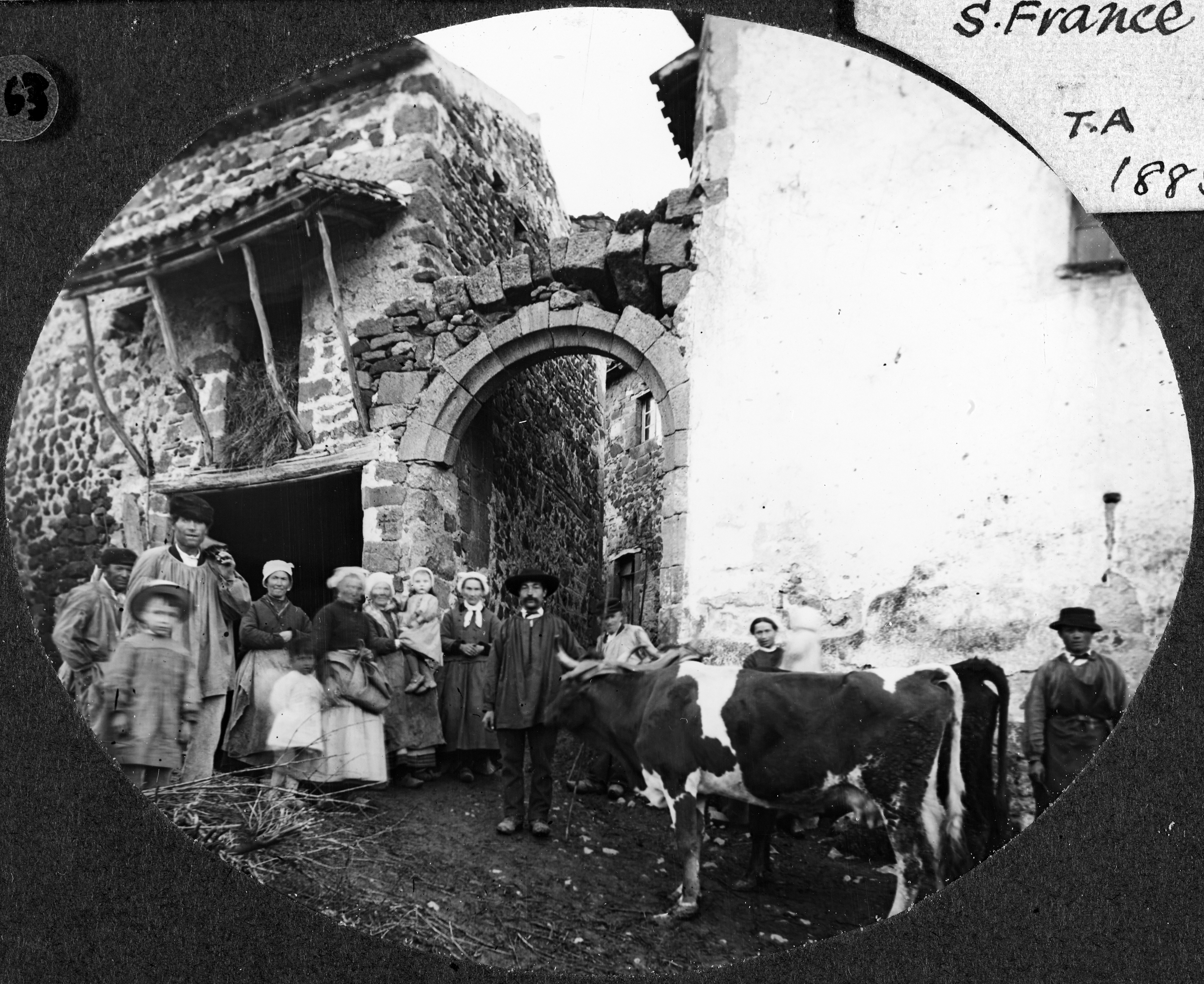
Buron en 1885.

Peu après la Révolution, Yronde absorbe Buron.
À Yronde furent tournées certaines scènes du film de Marcel Ophüls Le Chagrin et la Pitié en 1969. Deux frères, Louis et Alexis Grave, tous deux résistants et déportés pendant la guerre, y répondent aux questions du réalisateur (scènes tournées en extérieur et en intérieur).

## Politique et administration

### Découpage territorial
La commune d'Yronde-et-Buron est membre de la communauté de communes Mond'Arverne Communauté, un établissement public de coopération intercommunale (EPCI) à fiscalité propre créé le 1er janvier 2017 siégeant à Veyre-Monton, et par ailleurs membre d'autres groupements intercommunaux. De 2002 à 2016, elle était membre de la communauté de communes Allier Comté Communauté.
Sur le plan administratif, elle est rattachée à l'arrondissement de Clermont-Ferrand, à la circonscription administrative de l'État du Puy-de-Dôme et à la région Auvergne-Rhône-Alpes.
Sur le plan électoral, elle dépend du canton de Vic-le-Comte pour l'élection des conseillers départementaux, depuis le redécoupage cantonal de 2014 entré en vigueur en 2015, et de la quatrième circonscription du Puy-de-Dôme pour les élections législatives, depuis le dernier découpage électoral de 2010.

### Élections municipales et communautaires

#### Élections de 2020
Le conseil municipal d'Yronde-et-Buron, commune de moins de 1 000 habitants, est élu au scrutin majoritaire plurinominal à deux tours avec candidatures isolées ou groupées et possibilité de panachage. Compte tenu de la population communale, le nombre de sièges à pourvoir lors des élections municipales de 2020 est de 15. Sur les dix-neuf candidats en lice, quinze ont été élus dès le premier tour, le 15 mars 2020, avec un taux de participation de 72,15 %.

#### Chronologie des maires
| Période                                  | Période                         | Identité                    | Étiquette | Qualité                        |
| ---------------------------------------- | ------------------------------- | --------------------------- | --------- | ------------------------------ |
| Les données manquantes sont à compléter. |                                 |                             |           |                                |
| 1800                                     | 1823                            | François Cybrand            |           |                                |
| 1823                                     | 1830                            | Just-Henry Doradoux (Comte) |           |                                |
| 1830                                     | 1832                            | François Cybrand            |           |                                |
| 1832                                     | 1836                            | Pierre Grave                |           |                                |
| 1836                                     | 1837                            | Pierre Vezon-Vidau          |           |                                |
| 1837                                     | 1849                            | Guillaume de Douhet (Comte) |           |                                |
| 1849                                     | 1876                            | Jean Chabrit                |           |                                |
| 1876                                     | 1879                            | Ferdinand de Douhet         |           |                                |
| 1879                                     | 1884                            | Jean Chabrit                |           |                                |
| 1884                                     | 1892                            | Pierre Martin               |           |                                |
| 1892                                     | 1895                            | Jean Haudou                 |           |                                |
| 1895                                     | 1896                            | Etienne Esbrayat            |           |                                |
| 1896                                     | 1900                            | Pierre Riomet-Grave         |           |                                |
| ...                                      | ...                             | ...                         | ...       | ...                            |
| mars 2001                                | 2020                            | Yves Pradier                |           |                                |
| 2020                                     | En cours (au 20 septembre 2020) | Éric Therond                |           | Directeur d'agence commerciale |

## Population et société

### Démographie
L'évolution du nombre d'habitants est connue à travers les recensements de la population effectués dans la commune depuis 1793. Pour les communes de moins de 10 000 habitants, une enquête de recensement portant sur toute la population est réalisée tous les cinq ans, les populations de référence des années intermédiaires étant quant à elles estimées par interpolation ou extrapolation. Pour la commune, le premier recensement exhaustif entrant dans le cadre du nouveau dispositif a été réalisé en 2006.

En 2022, la commune comptait 643 habitants, en évolution de −1,53 % par rapport à 2016 (Puy-de-Dôme : +2,1 %, France hors Mayotte : +2,11 %).
| 1793  | 1800  | 1806  | 1821  | 1831  | 1836  | 1841  | 1846  | 1851  |
| ----- | ----- | ----- | ----- | ----- | ----- | ----- | ----- | ----- |
| 1 325 | 1 285 | 1 119 | 1 167 | 1 301 | 1 265 | 1 298 | 1 272 | 1 256 |

| 1856  | 1861  | 1866  | 1872  | 1876  | 1881  | 1886  | 1891  | 1896 |
| ----- | ----- | ----- | ----- | ----- | ----- | ----- | ----- | ---- |
| 1 238 | 1 200 | 1 149 | 1 081 | 1 066 | 1 010 | 1 005 | 1 007 | 972  |

| 1901 | 1906 | 1911 | 1921 | 1926 | 1931 | 1936 | 1946 | 1954 |
| ---- | ---- | ---- | ---- | ---- | ---- | ---- | ---- | ---- |
| 876  | 876  | 830  | 675  | 585  | 553  | 520  | 465  | 452  |

| 1962 | 1968 | 1975 | 1982 | 1990 | 1999 | 2006 | 2011 | 2016 |
| ---- | ---- | ---- | ---- | ---- | ---- | ---- | ---- | ---- |
| 413  | 402  | 437  | 487  | 543  | 586  | 589  | 663  | 653  |

| 2021 | 2022 | - | - | - | - | - | - | - |
| ---- | ---- | - | - | - | - | - | - | - |
| 646  | 643  | - | - | - | - | - | - | - |

## Culture locale et patrimoine

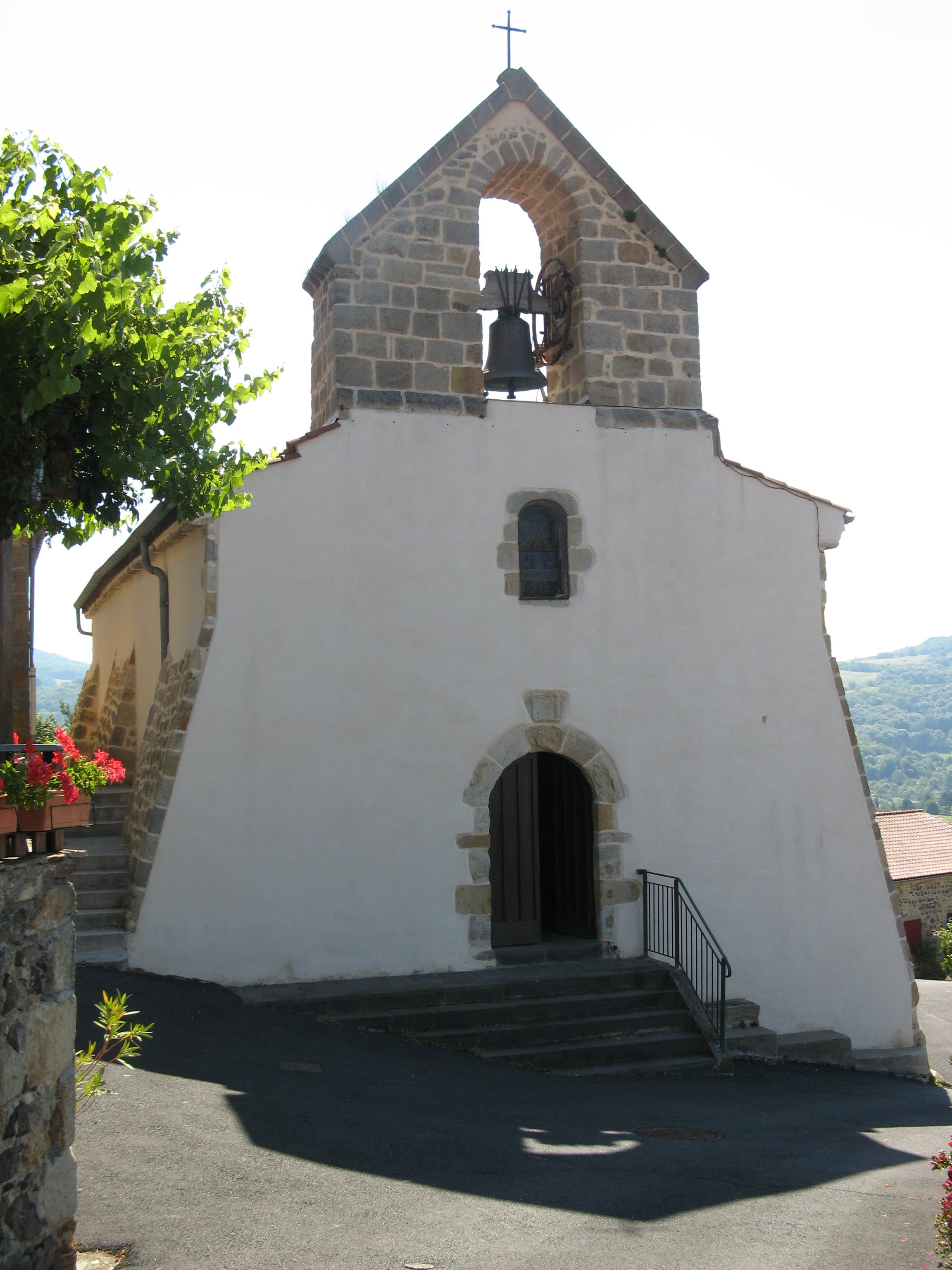
Chapelle de Buron.

### Lieux et monuments
- Les panoramas sur la chaîne du Sancy ;
- le château de Buron (XIIIe siècle) site privé ;
- l'abbaye du Bouchet (ruines). Il ne reste de cette abbaye que deux pans de murs dont l'un comporte une plaque commémorative des dignitaires religieux inhumés en ce lieu. Rappel du rôle de cette abbaye cistercienne, fondée en 1191 par Robert IV, comte d’Auvergne. De grands personnages y furent inhumés. Au XVIIIe siècle, le système de la commende provoque sa décadence, elle fut vendue à la Révolution XIIe siècle tombeau des comtes d'Auvergne ;
- l'église Saint-Martin d'Yronde – classée monument historique – (romane à l'origine) du XIIe siècle entièrement restaurée fut inaugurée en novembre 2008 après plus de dix ans de travaux ;
- chapelle romane de Buron XIIe siècle avec une fresque de Louis Dussour sur la légende du sire Robert de Buron ;
- Les bois de la Comté couvrent une partie du territoire communal.
- nombreux sentiers de randonnée (voir Chamina).

### Personnalités liées à la commune
Au village et aux ruines du château de Buron est attachée la personnalité du sire Robert de Buron. Une fresque du XXe siècle, signée du peintre Louis Dussour évoque sa légende. Elle est peinte sur la voûte de la chapelle de Buron,.
Le comédien Fernand Raynaud était très proche de la commune d'Yronde-et-Buron.
Alphonse Fouilhoux, auteur des Lettres à ma mère : Un prisonnier de guerre du stalag IIA (1906-1987).